# Blepharita adjuncta
Blepharita adjuncta là một loài bướm đêm trong họ Noctuidae.